# Liste der Kulturgüter in Zihlschlacht-Sitterdorf
Die Liste der Kulturgüter in Zihlschlacht-Sitterdorf enthält alle Objekte in der Gemeinde Zihlschlacht-Sitterdorf im Kanton Thurgau, die gemäss der Haager Konvention zum Schutz von Kulturgut bei bewaffneten Konflikten, dem Bundesgesetz vom 20. Juni 2014 über den Schutz der Kulturgüter bei bewaffneten Konflikten sowie der Verordnung vom 29. Oktober 2014 über den Schutz der Kulturgüter bei bewaffneten Konflikten unter Schutz stehen.
Objekte der Kategorien A und B sind vollständig in der Liste enthalten, Objekte der Kategorie C fehlen zurzeit (Stand: 1. Januar 2023).

## Kulturgüter
| Foto |                                                                                  | Objekt                                                | Kat. | Typ | Standort                                              | Beschreibung |
| ---- | -------------------------------------------------------------------------------- | ----------------------------------------------------- | ---- | --- | ----------------------------------------------------- | ------------ |
| ja   | Datei hochladen · Wikidata zu Kapelle St. Nikolaus und St. Magdalena (Q29526936) | Kapelle St. Nikolaus und St. Magdalena KGS-Nr.: 05158 | A    | G   | Degenau 1.3 739907 / 262730                           |              |
| BW   | Datei hochladen · Wikidata zu Gartenanlage Schloss Blidegg (Q29526928)           | Gartenanlage Schloss Blidegg KGS-Nr.: 10410           | A    | G   | Degenau, Blidegg 10 739894 / 263069                   |              |
| ja   | Datei hochladen · Wikidata zu Reformierte Kirche (Q29883782)                     | Evangelische Kirche Sitterdorf KGS-Nr.: 05159         | B    | G   | Sitterdorf, Kirchstrasse 1.2 736354 / 263142          |              |
| ja   | Datei hochladen · Wikidata zu Ehemaliges Gerichtshaus (Q29883773)                | Ehemaliges Gerichtshaus KGS-Nr.: 05218                | B    | G   | Zihlschlacht, Kirchstrasse 11 737030 / 264844         |              |
| ja   | Datei hochladen · Wikidata zu Altes katholisches Pfarrhaus (Q29883769)           | Altes katholisches Pfarrhaus KGS-Nr.: 13869           | B    | G   | Sitterdorf, Kirchstrasse 4 736350 / 263194            |              |
| ja   | Datei hochladen · Wikidata zu Reformiertes Pfarrhaus (Q29883786)                 | Evangelisches Pfarrhaus KGS-Nr.: 13870                | B    | G   | Sitterdorf, Ebnetweg 12 736516 / 263221               |              |
| ja   | Datei hochladen · Wikidata zu Schloss Blidegg (Q4907645)                         | Schloss Blidegg KGS-Nr.: 13871                        | B    | G   | Degenau, Blidegg 10 739895 / 263043                   |              |
| ja   | Datei hochladen · Wikidata zu Katholische Kirche St. Maria Königin (Q26945034)   | Katholische Kirche St. Maria Königin KGS-Nr.: 13872   | B    | G   | Sitterdorf, Zihlschlachterstrasse 2.2 735963 / 263317 |              |
| ja   | Datei hochladen · Wikidata zu Primarschulhaus / Kindergarten (Q29883779)         | Primarschulhaus, Kindergarten KGS-Nr.: 13873          | B    | G   | Zihlschlacht, Kirchstrasse 19 736993 / 264941         |              |
| ja   | Datei hochladen · Wikidata zu Evangelische Kirche Zihlschlacht (Q29883784)       | Evangelische Kirche Zihlschlacht KGS-Nr.: 13874       | B    | G   | Zihlschlacht, Kirchstrasse 23 737008 / 264972         |              |
| ja   | Datei hochladen · Wikidata zu Gasthaus Zur Krone (Q29883776)                     | Gasthaus Zur Krone KGS-Nr.: 13875                     | B    | G   | Zihlschlacht, Hauptstrasse 45 737098 / 265084         |              |
| ja   | Datei hochladen · Wikidata zu Bauernhaus (Q29883770)                             | Bauernhaus KGS-Nr.: 13876                             | B    | G   | Zihlschlacht, Hauptstrasse 70 737196 / 265177         |              |